# Fédération Maccabi d'Allemagne

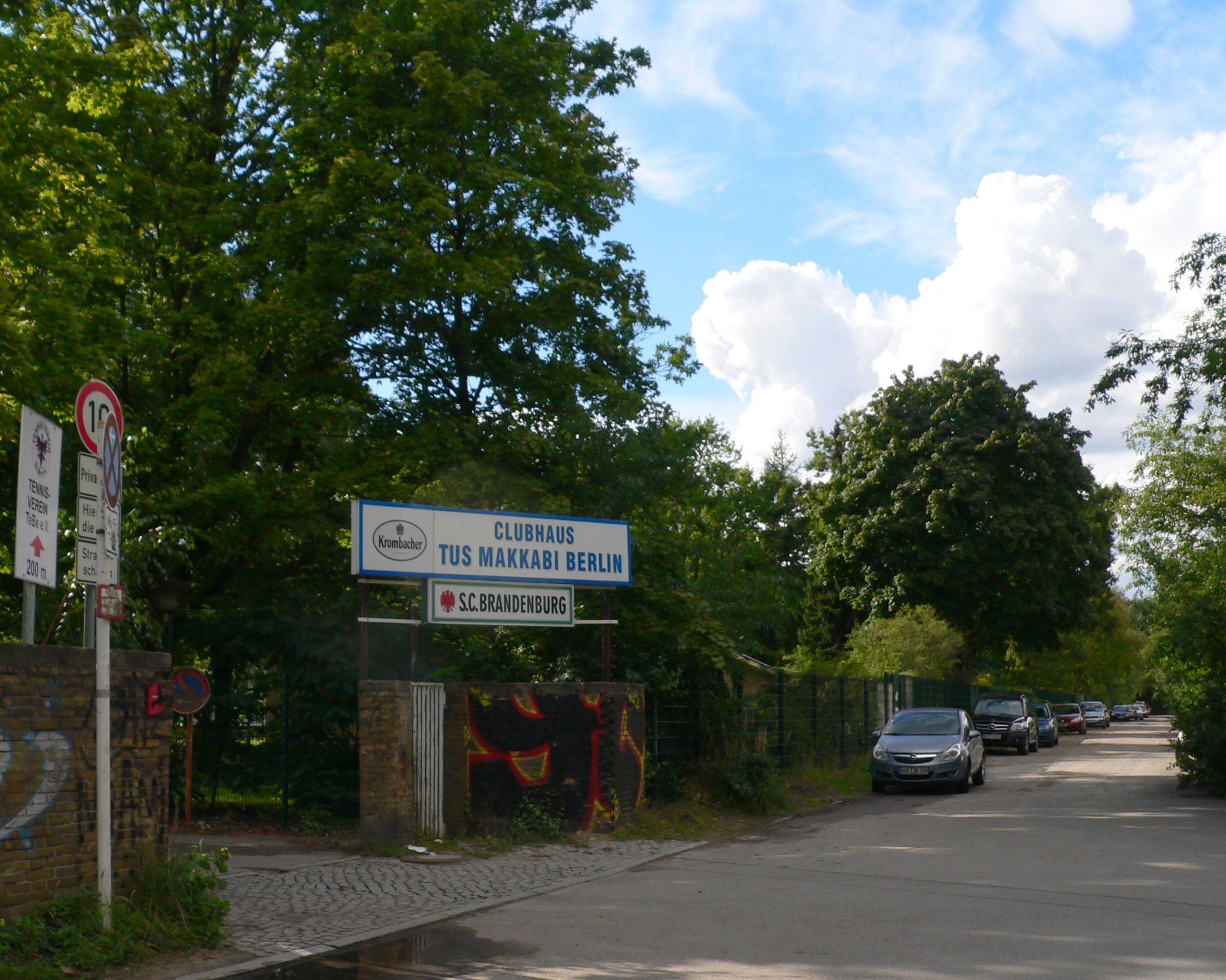
Entrée du club-house Tus-Makkabi dans le quartier de Westend à Berlin

La fédération Maccabi d'Allemagne est une fédération juive allemande de sport et de gymnastique.

## Histoire
La fédération Maccabi d'Allemagne est une organisation parapluie fondée en 1903 par les clubs sportifs juifs allemands. Elle est l'un des membres fondateurs de l'Union mondiale Maccabi, une association mondiale de sportifs juifs créée en 1921. Après la prise de pouvoir du national-socialisme, la fédération Maccabi d'Allemagne et les associations membres sont exclues du sport allemand. Elles ne peuvent dès lors plus que s'affronter entre elles.
Le bureau du président de la fédération Maccabi d'Allemagne est vandalisé pendant la Nuit de Cristal, le 9 novembre 1938. La population juive se voit interdire la pratique de tous les sports et la fédération Maccabi d'Allemagne est dissoute.
Peu après la Seconde Guerre mondiale, les associations sportives juives se reforment dans les fameux Camps des personnes déplacées. Elles constituent même leur propre système de ligue. Des associations sportives juives se reconstituent également à Cologne (SC Maccabi) et Berlin (Hakoah). En 1950, elles constituent même leur propre délégation pour les 3e Maccabiades. Peu de temps après, ces deux associations se détachent toutefois des associations juives pour rejoindre les associations sportives générales. En 1961, Max Loewy, qui occupait déjà une place importante dans le sport juif pendant l'entre-deux-guerres, crée le SC Maccabi Düsseldorf. On lui doit également la transformation de la fédération Maccabi d'Allemagne en une organisation parapluie nationale, le 23 mai 1965 à Düsseldorf. Willi Daume (président de la Fédération sportive allemande et du Comité national olympique de l'Allemagne), Heinz Galinski, président de la communauté juive de Berlin depuis de nombreuses années, accompagné d'autres personnalités importantes, participe également à cet événement historique. Werner Nachmann est élu président de la fédération Maccabi d'Allemagne et reçoit entre autres le soutien de son suppléant Walter Feuchtwanger. La fédération est admise dans la Fédération sportive allemande en tant que membre assigné à des tâches spécifiques, à l'instar l'association catholique Deutsch Jungend Kraft (DJK) ou d'autres organisations interdisciplinaires. Il faut attendre 1969 pour qu'une équipe allemande participe aux Maccabiades et arbore à nouveau les couleurs allemandes - ce qui n'avait pas été le cas depuis 1932. Les Maccabiades sont un festival mondial de sport juif se tenant en Israël.
Makkabi Frankfurt est le club local le plus important. Comptant approximativement 1 000 membres et onze disciplines, il représente à lui seul environ un tiers des membres de la fédération. Les basketteurs seniors jouent actuellement dans la Regionalliga Südwest. Les clubs les plus célèbres de la fédération Maccabi d'Allemagne sont le TuS Makkabi Berlin, qui a remporté de nombreux tournois d'échecs au niveau national et dont l'équipe de football joue dans la ligue de Berlin, ainsi que le Makkabi Düsseldorf, représenté en première division régionale (3e division) par ses basketteurs.

## Structure
Outre la Sarre, la Saxe-Anhalt et la Thüringe, il existe aujourd’hui en Allemagne 37 clubs Maccabi locaux. Ces clubs comptent environ 4 000 membres répartis dans de multiples disciplines. Avec près de mille membres, le club le Makkabi Frankfurt est la plus grande fédération locale. Le Berliner Makkabi-Verein et le club munichois TSV Maccabi München en comptent respectivement environ 500 et 750. Nombre de ces clubs participent aux compétitions des associations sportives de leur discipline.

## Succès internationaux
Lors des Maccabiades européennes de 2003 à Anvers, en Belgique, l’équipe allemande s’illustre dans le tableau des médailles avec 6 médailles d’or, 7 d’argent et 8 de bronze, occupant ainsi la 3e place du classement. Lors des précédentes Maccabiades européennes, à Stirling (Écosse), elle s’était hissée en haut du podium en décrochant 12 fois l’or, 3 fois l’argent et 7 fois le bronze.  
Les 17e Maccabiades se sont déroulées du 10 juillet au 21 juillet 2005. L’équipe Maccabi allemande a remporté deux fois l’or, 5 fois l’argent et 2 fois le bronze. Comme de coutume, les Maccabiades ont eu lieu en Israël.
Lors des 12e Maccabiades européennes de 2007 à Rome, l’Allemagne est arrivée en 6e position avec 5 médailles d’or, 6 d’argent et 18 de bronze. 

## Expositions
- Kick it like Kissinger. Ein Fußbalphabet. Der Beitrag des Jüdischen Museums Frankfurt und des Jüdischen Museums Franken zur WM 2006, à partir du 3 septembre 2006 à Francfort-sur-le-Main (Museum Judengasse) et à Fürth (Musée juif Franken)
- Kicker, Kämpfer und Legenden. Juden im deutschen Fußball à partir du 15 décembre 2006, Berlin: Centrum Judaicum (Oranienburger Straße 28-30)

Pendant plusieurs mois, un film sur l'exposition suit le club FC Makabbi Berlin. 
- Schneller, höher, weiter...Zur Geschichte der Sportbewegung Makkabi 1898 - 1938, exposition Kabinett, au Learning Center, Libeskind-Baus, Lindenstraße 9-14, Berlin